# 陳文玉 (1955年)
陳文玉（1955年4月4日—），女，1978年度香港小姐競選的冠軍佳麗。

## 個人簡歷
陳文玉於香港出生，祖籍廣東省新會；中學畢業于嘉諾撒聖瑪利書院，及後赴美國密蘇里州立大學攻讀會計。1978年回港從事會計工作時参加香港小姐競選並獲得冠軍，但未進入演藝圈。1979年下嫁美籍華人，任職心理醫生的王博宏，至此定居美國。

## 外部連結
- 一九七八年度香港小姐冠軍 陳文玉

| 前任： 朱玲玲 | 香港小姐競選冠軍 1978年 | 繼任： 鄭文雅 |